# .ni
.ni là tên miền quốc gia cấp cao nhất (ccTLD) của Nicaragua.

## Các tên miền cấp 2
Việc đăng ký tên miền cấp 3 diễn ra dưới một số tên cấp 2. Cũng có nhiều trang đăng ký trực tiếp cấp 2, trong đó có trang đăng ký nic.ni.
- .gob.ni: Chính phủ Nicaragua
- .co.ni, .com.ni: Cơ quan thương mại
- .ac.ni, .edu.ni: Cơ quan giáo dục
- .org.ni: Tổ chức phi chính phủ
- .nom.ni: Tên miền cá nhân
- .net.ni: Mạng
- .mil.ni: Cơ quan quân sự của Nicaragua

## Bên lề
Do những lý do về chính trị và/hoặc thương mại,.ni cũng thỉnh thoảng được đăng ký và sử dụng bởi một số trang nằm ở Bắc Ireland, ngời tên miền chính thức của Vương quốc Anh,.uk. Tên miền con .co.ni để sẵn cho mục đích này với ý nghĩa rõ ràng là.co.ni là một tên miền con của tên miền.ni (Tên miền cấp cao nhất của Nicaragua) và tuân theo điều khoản và điều kiện của cơ quan đăng ký.ni của Nicaragua  Lưu trữ ngày 24 tháng 9 năm 2005 tại Wayback Machine.